# Pseudocentroptiloides usa
Pseudocentroptiloides usa är en dagsländeart som beskrevs av Waltz och Mccafferty 1989. Pseudocentroptiloides usa ingår i släktet Pseudocentroptiloides och familjen ådagsländor. Inga underarter finns listade i Catalogue of Life.